# Austrorhynchus bruneti
Austrorhynchus bruneti är en plattmaskart som beskrevs av Tor Karling 1977. Austrorhynchus bruneti ingår i släktet Austrorhynchus och familjen Polycystididae. Inga underarter finns listade i Catalogue of Life.